# 佩恩蒂德沙漠

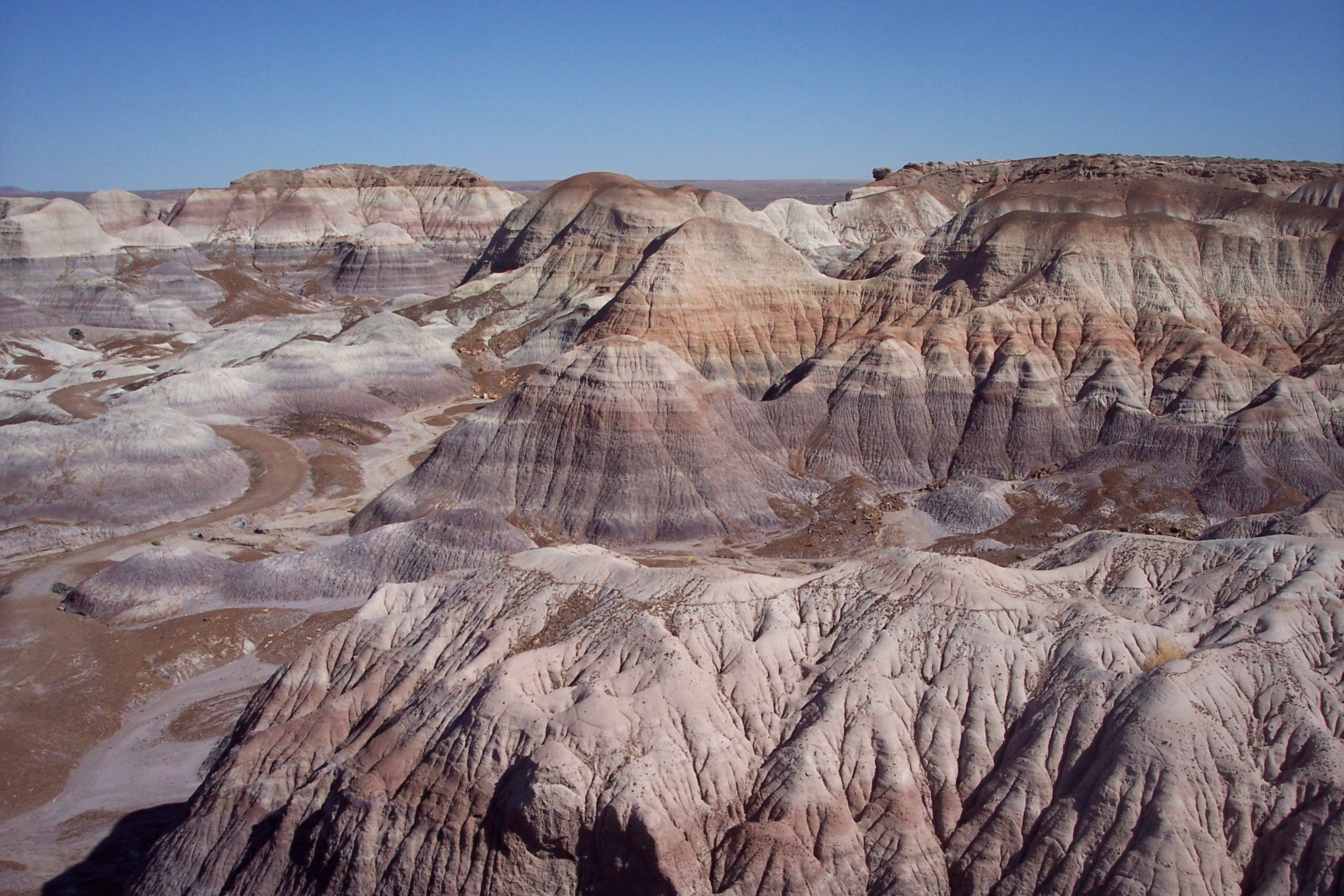
佩恩蒂德沙漠

佩恩蒂德沙漠（英語：Painted Desert），又譯彩繪沙漠、彩色沙漠、多彩沙漠、多色沙漠、彩畫沙漠、畫布沙漠等。是在美國亞利桑那州北部的一個地理景觀，由彩色繽紛的地層小丘所組成。位於大峽谷的東邊，有一部份在石化林國家公園中。

## 圖片

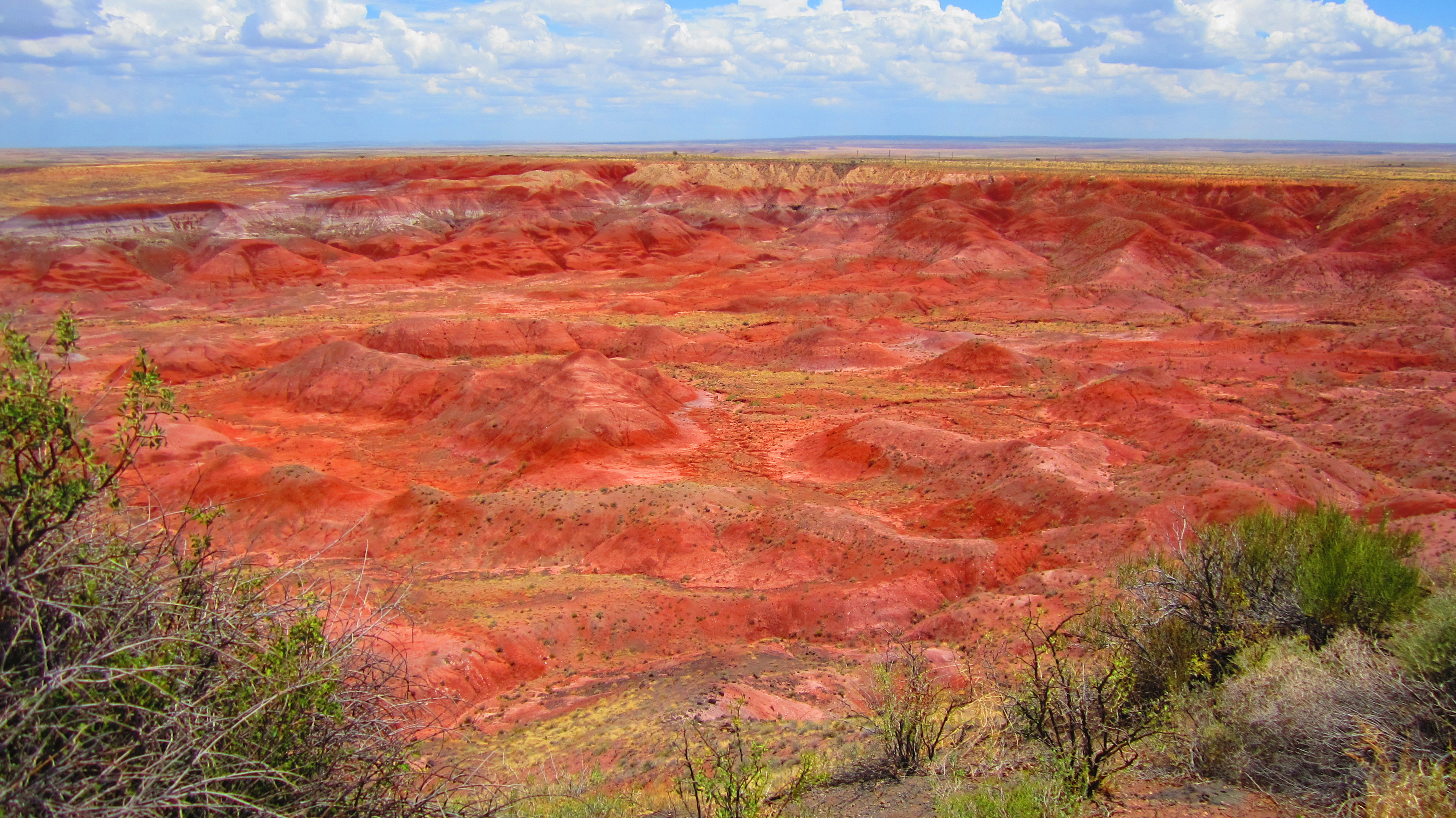
佩恩特沙漠 化石森林國家公園
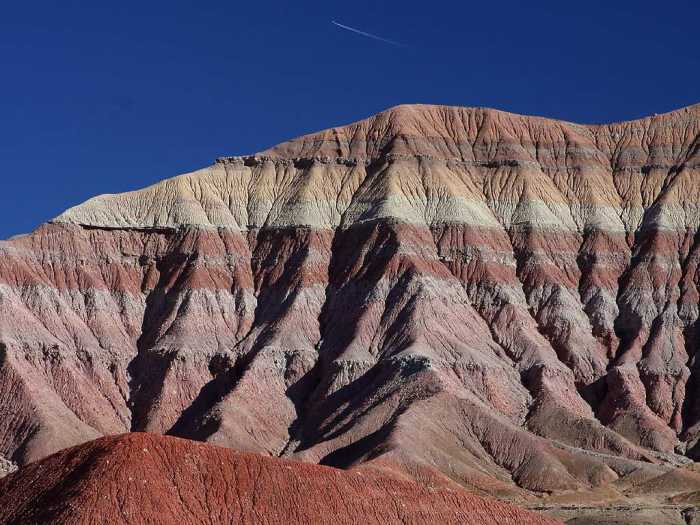
灰色和紅色的條紋是彩繪沙漠典型的地質特徵。
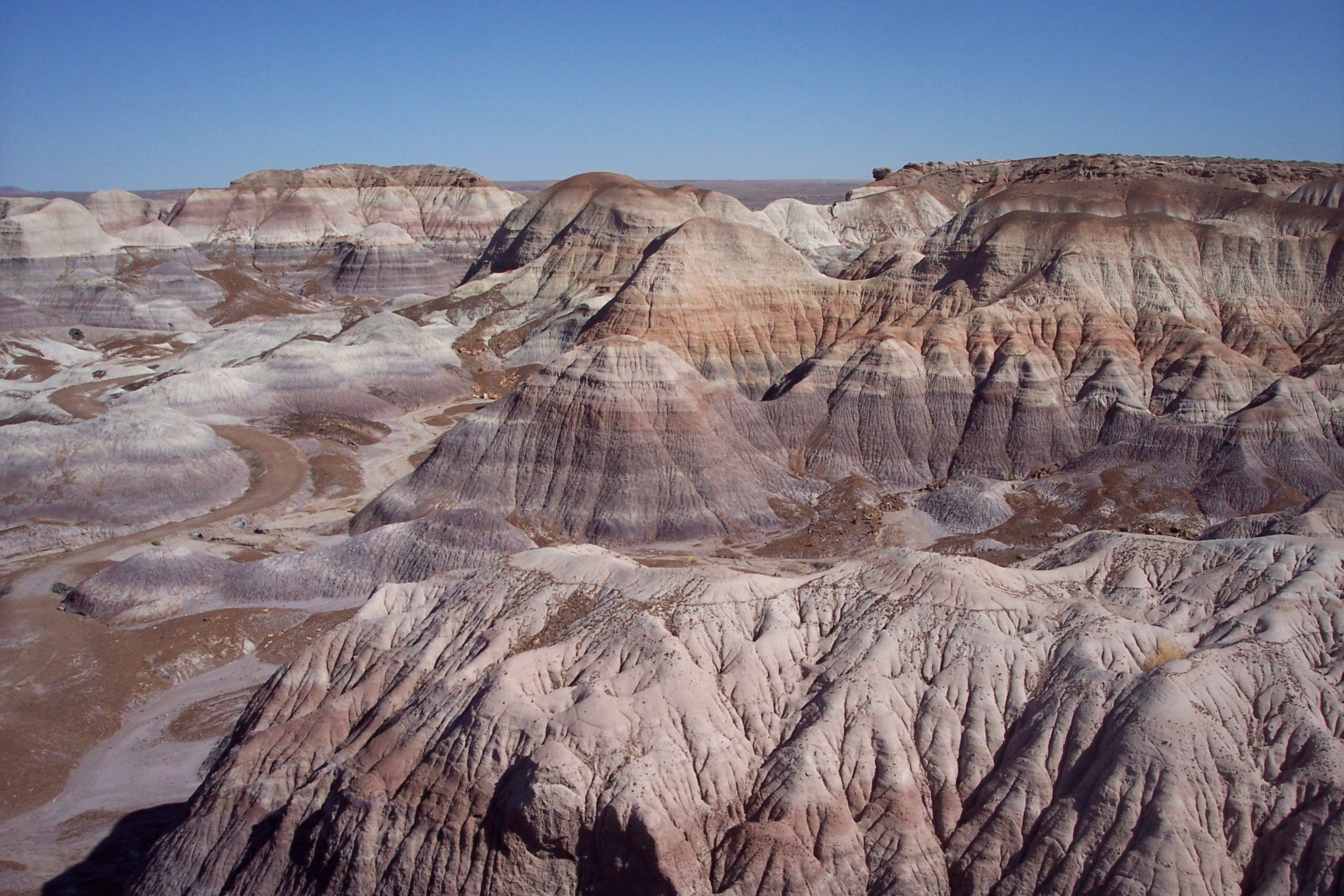
彩繪沙漠與古老岩石,位於化石森林國家公園
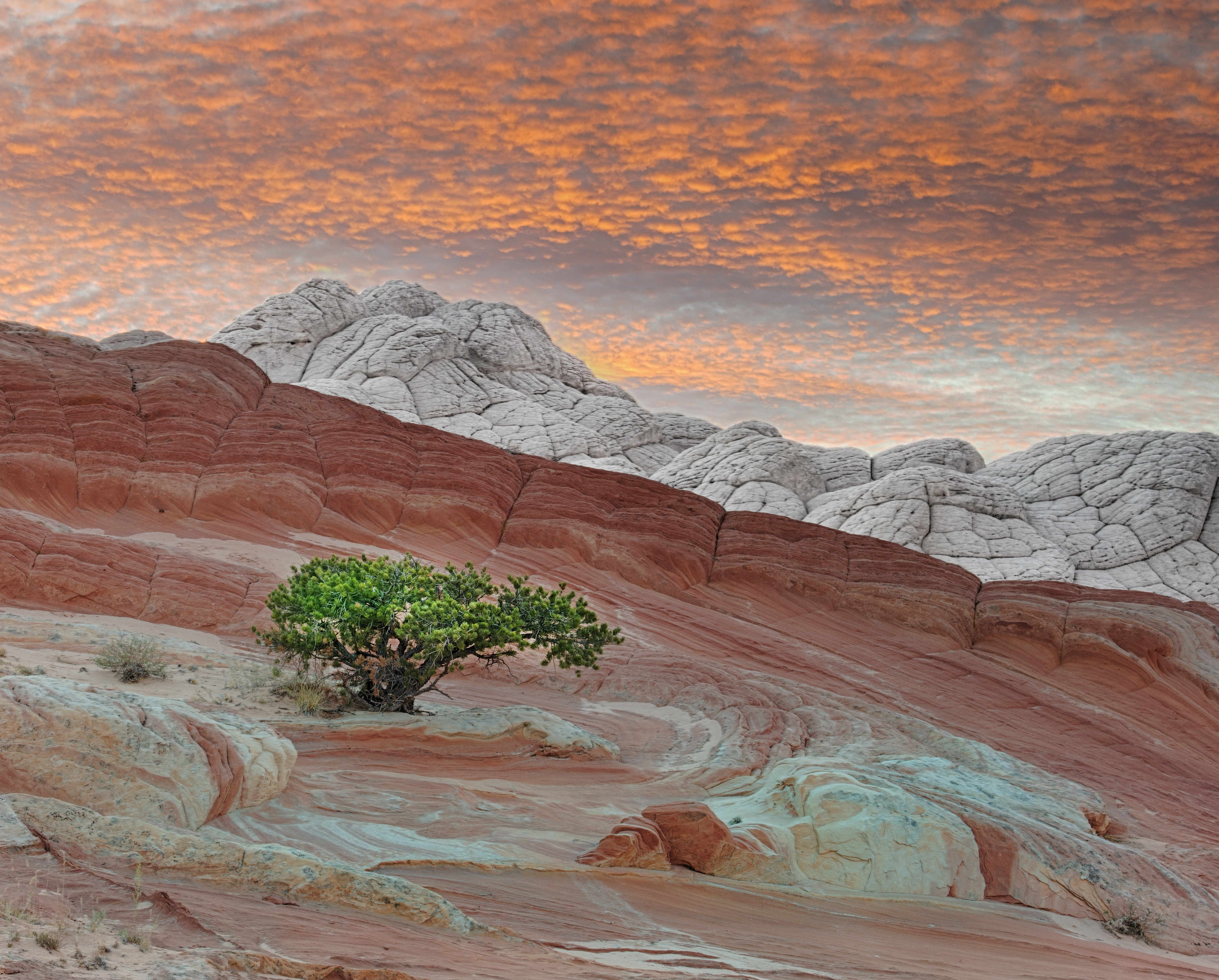
日落

## 外部連結
- Regional map for Navajo Lands
- Regional Map and Visitor Information for Hopi Lands
- National Park Services Website - Petrified Forest National Park（页面存档备份，存于）
- National Park Services Website - Early Naming （页面存档备份，存于）
- Geology of the region （页面存档备份，存于）